# Hovoranské louky
Hovoranské louky jsou přírodní památka severozápadně od obce Hovorany v okrese Hodonín. Přírodní rezervace byla znovu vyhlášena Nařízením Jihomoravského kraje č. 16/2014 s účinností od 1. března 2014.
Důvodem ochrany je území s výskytem evropsky významných nelesních stanovišť, prioritního stanoviště panonské sprašové stepní trávníky a stanoviště širokolisté suché trávníky, dále evropsky významné druhy rostlin, vyskytujících se v těchto stanovištích, jako katrán tatarský (Crambe tatatia), hadinec nachový (Echium russicum), koniklec velkokvětý (Pulsatilla grandis), prioritní druh srpice karbincolistá (Serratula lycopifolia) a řada dalších zvláště chráněných nebo vzácných druhů rostlin.